# Phyllisha Anne
Phyllisha Anne (Portland, Oregón; 7 de marzo de 1972) es una actriz pornográfica estadounidense. En 2001, cambió su nombre profesional, que era Phyllisha Anne, a Bethany Alexander debido a los constantes errores de pronunciación de su nombre en artículos y reportajes.

## Biografía
Trabajó como bailarina exótica desde los diecinueve años, pero comenzó a grabar películas porno a finales de los noventa. Shane de la serie de video "Shane's World" le llevó a ella y a dos de sus mejores amigas, Alex y Jewels, desde Portland a Los Ángeles para grabar su primera película, "Shane's First Slumber Party". Sus amigas regresaron a Oregon, pero Phyllisha, que se lo había pasado mucho mejor, decidió permanecer en Los Ángeles.
Apareció en aproximadamente 250 películas en sus primeros años como actriz de películas para adultos, y actualmente su filmografía se eleva a más de 500 títulos. Junto con su marido, Álex Sanders, ella ha participado como directora, productora, directora de casting y directora de escenario a su lista de ocupaciones, en películas como California Calendar Girls (1999) (V), "Head over Heels," Wet Cotton Panties (1997) (V), Fresh Flesh 11 (2000) (V), "Easy Riders," y muchas más. También ha aparecido en varios programas de radio y televisión, incluyendo "The Howard Stern Radio Show" (1998), "Colin's Sleazy Friends" (1995) y programas presentados por la Dr. Susan Block, entre otros. Phyllisha es actualmente la imagen comrcial del nuevo Jet Stream Satellite Program y recientemente ha comenzado a aprender de los especialistas de las grandes películas de Hollywood y ha comenzado a tomar lecciones de conducción del veterano especialista de Hollywood Bobby Ore. Planea mejorar su aprendizaje en diversas áreas del trabajo como especialista mientras estudia empresariales en Europa desde 2009.